# 欧贝尔希库尔
欧贝尔希库尔（法語：Auberchicourt，法語發音：[obɛʁʃikuʁ]）是法国上法兰西大区诺尔省的一个市镇，位于该省中东部，属于杜埃区。

## 地理
欧贝尔希库尔（50°19'58"N, 3°13'56"E）面积7.12 平方千米，位于法国上法蘭西大區北部省，该省份为法国最北部的省份及最长的省份，西北濒北海，西接加来海峡省，南至埃纳省和索姆省，东与比利时接壤。
与欧贝尔希库尔接壤的市镇（或旧市镇、城区）包括：埃卡永、阿尼什、布吕耶莱马尔谢讷、埃梅尔希库尔、马尼、蒙什库尔。

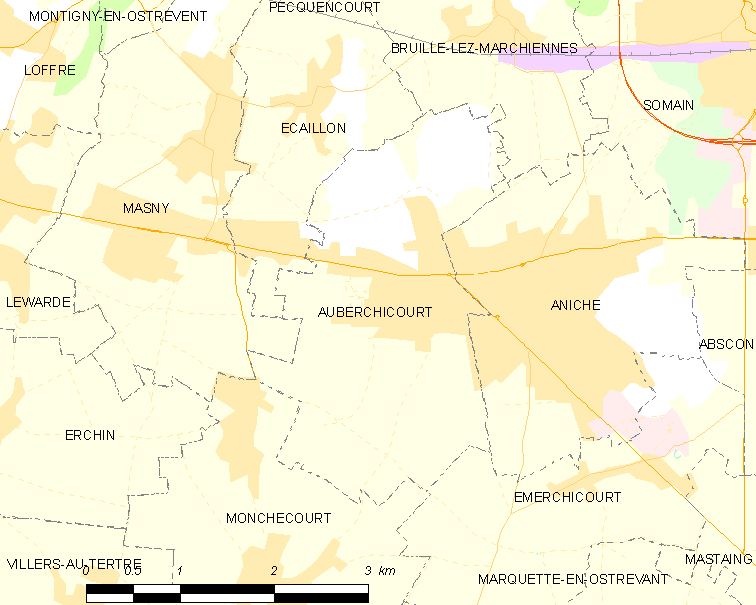
欧贝尔希库尔的OSM定位图

欧贝尔希库尔的时区为UTC+01:00、UTC+02:00（夏令时）。

## 行政
欧贝尔希库尔的邮政编码为59165，INSEE市镇编码为59024。

## 政治
欧贝尔希库尔所属的省级选区为阿尼什县。

## 人口

1962-2008年间欧贝尔希库尔人口变化图示

欧贝尔希库尔于2022年1月1日时的人口数量为4626人。